# José Casas
Pepín, właśc. José Casas Gris (ur. 16 listopada 1931 w Walencji – zm. 12 października 2010 w Las Palmas de Gran Canaria) – hiszpański piłkarz grający na pozycji bramkarza.

## Kariera klubowa
Większość seniorskiej kariery Pepín spędził w UD Las Palmas, w którym grał w latach 1950–1960 i 1965–1967. Z Las Palmas dwukrotnie awansował (w 1951 i 1954) do Primera División i spadał z niej w 1952 i 1960. Po tym drugim spadku przeszedł do Real Betis. Z Betisem zajął 3. miejsce w lidze w 1964. Ogółem w latach 1951–1967 Pepín rozegrał w lidze hiszapńskiej 259 spotkań.

## Kariera reprezentacyjna
W reprezentacji Hiszpanii Pepín zadebiutował 30 października 1963 w wygranym 1-0 meczu eliminacji Mistrzostw Europy z Irlandią Północną w Belfaście. Drugi i ostatni raz w reprezentacji Pepín wystąpił 1 grudnia 1963 w przegranym 1-2 towarzyskim meczu z Belgią. W 1964 znajdował się wśród triumfatorów Euro 64.